# Воля (Жнінський повіт)
Воля (пол. Wola) — село в Польщі, у гміні Роґово Жнінського повіту Куявсько-Поморського воєводства.
Населення — 89 осіб (2011).
У 1975-1998 роках село належало до Бидгощського воєводства.

## Демографія
Демографічна структура станом на 31 березня 2011 року:
|          | Загалом | Допрацездатний вік | Працездатний вік | Постпрацездатний вік |
| -------- | ------- | ------------------ | ---------------- | -------------------- |
| Чоловіки | 48      | 5                  | 36               | 7                    |
| Жінки    | 41      | 8                  | 21               | 12                   |
| Разом    | 89      | 13                 | 57               | 19                   |